# Aeronautics Defense Orbiter
El Mini Sistema UAV Orbiter es un sistema VANT compacto y ligero diseñado para su uso en misiones militares y de seguridad nacional. El sistema presenta la última solución para misiones de reconocimiento, conflictos de baja intensidad y operaciones de guerra urbana, así como cualquier misión estrecha gama ISR. Es producido por la empresa israelí Aeronautics Defense Systems.

## Operadores
- Azerbaiyán - Ejército de la República de Azerbaiyán - los produce de manera local.[2]
- Finlandia - Ejército finlandés.[3]
- Irlanda - Ejército irlandés.[4]
- Israel - Marina de Israel.[5]
- México - Policía Federal de México[6][7] y PEMEX.[8]
- Perú - Ejército peruano.
- Polonia - Ejército polaco y Fuerzas Especiales de la República de Polonia - 11.[9]
- Serbia - Ejército de Tierra de Serbia.
- Sudáfrica - Fuerza de Defensa Nacional de Sudáfrica.
- España - Ministerio de Defensa - 2 sistemas de la variante Orbiter 3, formados por 3 aeronaves cada uno (6 aeronaves en total) ordenados en octubre de 2018.[10]
- Tailandia - Royal Thai Air Force.
- Estados Unidos - bajo pruebas.
- Reino Unido - 3 ordenados.[5]